# لي كا هو
لي كا هو (بالصينية: 李家豪) (26 أبريل 1993 بهونغ كونغ في الصين - ) هو لاعب كرة قدم صيني في مركز الدفاع.

## وصلات خارجية
- لي كا هو على موقع قاعدة بيانات كرة القدم.إي يو (الإنجليزية)
- لي كا هو على موقع Soccerway.com (الإنجليزية)